# Chiesa di San Lorenzo (Malles Venosta)
La chiesa di San Lorenzo (in tedesco St. Laurentius Kirche) è la parrocchiale a Clusio (Schleis), frazione di Malles Venosta (Mals) in Alto Adige. Appartiene al decanato di Malles della diocesi di Bolzano-Bressanone e risale al XVII secolo.

## Descrizione
L'edificio sacro è un monumento sottoposto a tutela col numero 15800 della provincia autonoma di Bolzano.